# Panalipa immeritalis
Panalipa immeritalis là một loài bướm đêm trong họ Crambidae.